# Deogyusan-Nationalpark
Der Deogyusan-Nationalpark (덕유산국립공원) ist der einzige Nationalpark in Südkorea, auf dessen Gebiet sich ein Skigebiet befindet. Die nächste Großstadt ist das ca. 60 km östlich gelegene Daegu, von dort kann man ihn am schnellsten über die Expressways 12 und 35 erreichen.

## Lage und Geographie
Der Nationalpark befindet sich im Gebiet der Gebirgskette des Deogyusan (덕유산) und gehört zum Einzugsgebiet des Geumgang und des Nakdong. Der höchste Gipfel in dem Park stellt mit 1614 m der Hyangjeokbong (향적봉) dar. Bekannt ist der Park auch für seine Wasserfälle.

## Flora und Fauna
Im Nationalpark gibt es 1067 Pflanzenarten wie die Korea-Tanne. Die Tierarten verteilen sich auf 32 Säugetier-, 130 Vogel-, 9 Amphibien-, 13 Reptilien- und 28 Fischarten sowie 1337 Arten von Insekten.